# Đakovo (miasto Kraljevo)
Đakovo (cyr. Ђаково) – wieś w Serbii, w okręgu raskim, w mieście Kraljevo. W 2011 roku liczyła 166 mieszkańców.